# Roteiro, Alagoas
Roteiro là một đô thị ở bang Alagoas, Brasil. Dân số năm 2004 ước tính là 6.749 người.